# Battaglia di Palo Alto
La battaglia di Palo Alto è stata la prima grande battaglia della guerra messico-statunitense. Ebbe luogo l'8 maggio 1846 a 8 miglia di distanza da Fort Texas (ora Brownsville). L'esercito messicano, composto da circa 4 000 uomini e guidato dal generale Mariano Arista, si scontrò con l'esercito americano, composto da 2 400 uomini e guidato da Zachary Taylor. Lo scontro terminò con una vittoria tattica americana. Il bilancio delle perdite fu di 5 morti e 43 feriti per gli Americani e di 102 morti, 129 feriti e 26 dispersi per i Messicani. La vittoria statunitense fu in parte favorita, oltreché dalla obsolescenza delle armi messicane, anche dal fatto che per gran parte della giornata, i Messicani combatterono col sole a sfavore. Il generale messicano Arista, al termine dello scontro, ripiegò a sud su posizioni meglio difendibili e si riscontrò l'indomani con gli statunitensi nella Battaglia di Resaca de la Palma